# یواس‌اس کوری (دی‌دی-۸۱۷)
یواس‌اس کوری (دی‌دی-۸۱۷) (به انگلیسی: USS Corry (DD-817)) یک کشتی بود که طول آن ۳۹۰ فوت ۶ اینچ (۱۱۹٫۰۲ متر) بود. این کشتی در سال ۱۹۴۵ ساخته شد.